# Нильс (король Дании)
Нильс (дат. Niels; ок.  1065 — 25 июня 1134) — король Дании из рода Эстридсенов, правивший в 1104—1134 годах. Сын Свена II от наложницы.

## Биография
Нильс родился около 1063 года. Его родителями были король Свен II Эстридсен и неизвестная наложница. Четверо из братьев Нильса всходили на трон перед ним. Он впервые упоминается в летописях в 1086 году, когда был послан, чтобы сменить своего брата, короля Олафа I, в качестве правителя Фландрии. Когда его брат Эрик I умер в июле 1103 года во время паломничества, Нильс, последний оставшийся в живых сын Свена Эстридсена, был избран королём, обойдя сына Эрика I Харальда Копьё, который навлёк на себя всеобщую ненависть грабежами и другими плохими поступками. Нильс женился на Маргарет Фредкулла, дочери Инге I Шведского. Маргарет, как полагали, обладала значительным влиянием на короля во время его правления.

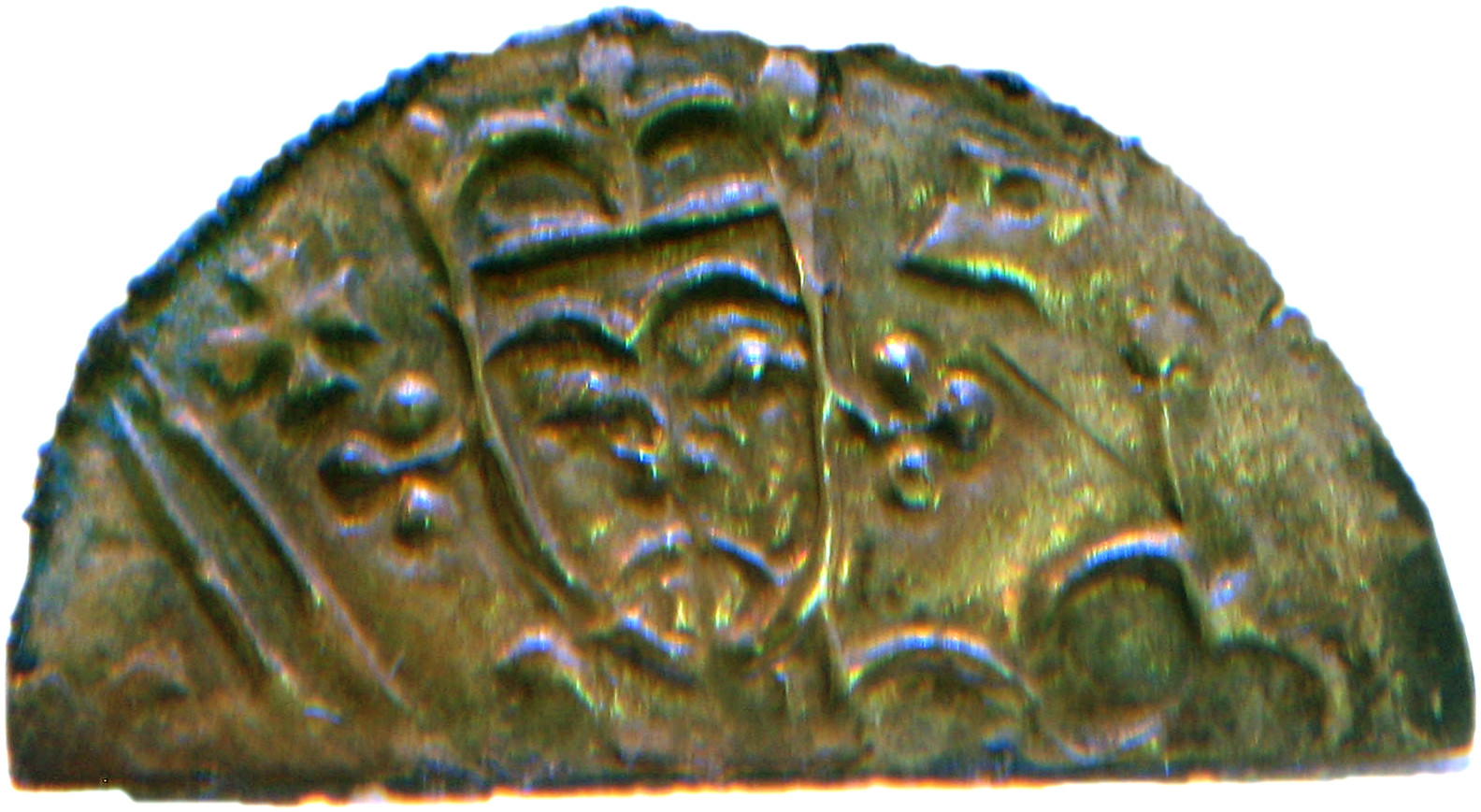
Монета с изображением Нильса

В период правления Нильса в стране царил внутренний мир. Хроника Роскилле описывает его как мягкого человека, но в силу этого он предоставил знати много свободы, и знать вскоре перестала повиноваться королю. Нильс провел реформу личной свиты - "хирда", - разделив её военные и административные функции. Нильс поддержал канонизацию своего брата Кнуда IV Святого, даровал привилегии духовенству Оденсе и стрмясь тем самым увеличить влияние монархии через помощь церкви. В 1125 году сын Нильса Магнус Сильный был избран королём Швеции.
Правителем Шлезвига Нильс назначил своего племянника Кнуда Лаварда. Он был искусным полководцем и одарённым молодым человеком. От императора Лотаря он получил в лен Ободритское королевство. Это вызвало подозрение Нильса и его сына Магнуса. На Рождество 1131 года Магнус пригласил Кнуда встретиться с ним в лесу и там зарубил его. Это стало поводом для усобной войны. Единокровный брат Кнуда, Эрик Эмуне, объявил себя мстителем. Жители Шлезвига восстали против короля. Старик Нильс должен был принести клятву, что не повинен в смерти племянника и изгнать своего сына-убийцу. Но вскоре Магнус вернулся, склонил на свою сторону отца и начал войну с Эриком. В 1134 году Эрик и Магнус сразились у залива Фодвиг, и Эрик одержал победу. В битве пал сам Магнус. Нильс бежал в Ютландию. Чтобы усмирить смуту, он завещал государство Эрику и его брату Харальду Копьё и искал убежища у императора Священной Римской империи Лотаря III в Германии. По пути он остановился в городе Шлезвиг. На предупреждения об опасности Нильс заявил: "Должен ли я бояться кожевников и сапожников?". Он был встречен духовенством, горожане восстали, ворвались во дворец, убили короля и умертвили всех, кто пытался его защитить.

## Браки и дети
Первой женой Нильса была Маргарет Фредкулла — дочь короля Швеции Инге (вдова другого шведского короля — Магнуса Голоногого). Она родила двоих сыновей:
- Инге, умершего ребёнком
- Магнуса

После смерти Маргарет Нильс женился на Ульфхильде, дочери Хакона Финсона. Ульфхильда была вдовой короля Швеции Инге Младшего (двоюродного брата Маргарет), а после смерти Нильса вышла замуж за ещё одного шведского монарха — Сверкера Кольссона.
Кроме того, у Нильса была рождённая вне брака дочь — Ингерд Датская (которая вышла замуж за ярла Уббе Эсбернсена (Ubbe Esbernsen) — потомка Кнуда Великого).